# Bougival
Bougival es una comuna en las afueras occidentales de París, Francia en el francés de Yvelines. Se encuentra a 15,3 km del centro de París. La Máquina de Marly se encontraba en Bougival.
En el siglo XIX, Bougival emergió como un suburbio de moda de París. Pauline Viardot tuvo una villa aquí, como su enamorado Iván Turguéniev, quien murió en la ciudad en 1883. Bougival también es conocida como la «Cuna del Impresionismo» durante la Belle Époque. Pintores como Monet, Pierre-Auguste Renoir, y Sisley entre otros pintaron la luz, el cielo y el agua de esta región. Alexandre Dumas (hijo) sitúa parte de su conocida novela La dama de las camelias (1848) en esta localidad. El compositor Gabriel Fauré frecuentaba la iglesia y tocó en su órgano Cavaillé-Coll.

## Enlaces externos

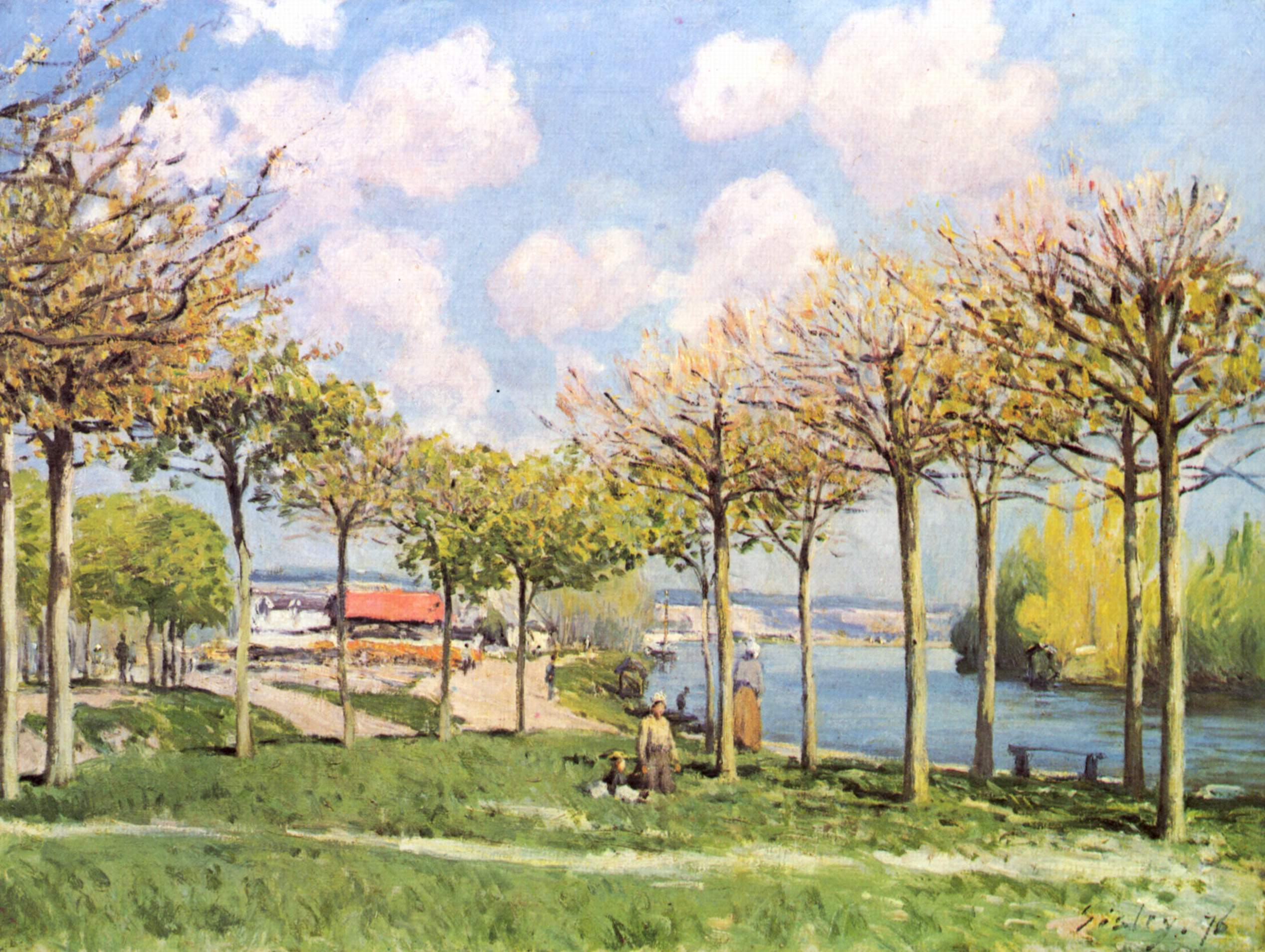
El Sena a su paso por Bougival, pintado por Alfred Sisley en 1876.

## Demografía
| 7296 | 8444 | 8599 | 8473 | 8552 | 8432 |
| Para los censos de 1962 a 1999 la población legal corresponde a la población sin duplicidades (Fuente: INSEE [Consultar]) |      |      |      |      |      |